# Филип Вилхелм фон Бойнебург
Филип Вилхелм фон Бойнебург-Ленгсфелд (на немски: Philipp Wilhelm von Boyneburg-Lengsfeld; * 21 ноември 1656 в Майнц; † 23 февруари 1717 в Ерфурт) е имперски граф на Бойнебург-Ленгсфелд в Хесен, имперски дворцов таен съветник, кемерер и дипломат, пратеник, 7. Майнцски щатхалтер на Ерфурт.
Той е син на фрайхер Йохан Кристиан фон Бойнебург-Ленгсфелд ( 1622 – 1672), държавник в Курфюрство Майнц и дипломат, и съпругата му Анна Кристина Шютц фон Холцхаузен († 1689), дъщеря на хесенския президент на дворцовия съд Куно Квиринус Шютц фон Холцхаузен († 1637), губернатор на Нида и Рюфелсхайм, и Мария Ева фон Дорфелден.
Филип Вилхелм има за учител Готфрид Лайбниц, с когото посещава 1671 г. университета в Страсбург и от 1672 г. са в Париж. През 1677 г. той се връща в Майнц и става драгонски офицер. Филип Вилхелм е изпратен през 1689 г. във Виена. Императорът го прави през 1691 г. имперски дворцов съветник. На 25 февруари 1697 г. император Леополд I го издига на имперски граф и господар на Бойнебург-Ленгсфелд заедно с фамилията му. На 8 август 1702 г. той е назначен за щатхалтер на Ерфурт. Той започва тази служба на 9 март 1703 г. за 14 години до смъртта си.
През 1705 г. Бойнебург става ректор на университета в Ерфурт и подарява на университета библиотеката на баща си Йохан Кристиан. Лайбниц съставя каталога на библиотеката.
Филип Вилхелм фон Бойнебург умира през 1717 г. и е погребан в дворцовата „Вигберти-църква“ на щатхалтера.